# Antônio Gastão de Orléans e Bragança
Antônio de Orléans e Bragança (Paris, 9 de agosto de 1881 — Edmonton, 29 de novembro de 1918), cognominado "o Príncipe Soldado", foi um príncipe e militar brasileiro, filho mais novo da Princesa Isabel e do príncipe Gastão, Conde d’Eu. Serviu nas forças armadas do Império Britânico durante a Primeira Guerra Mundial.

## Biografia

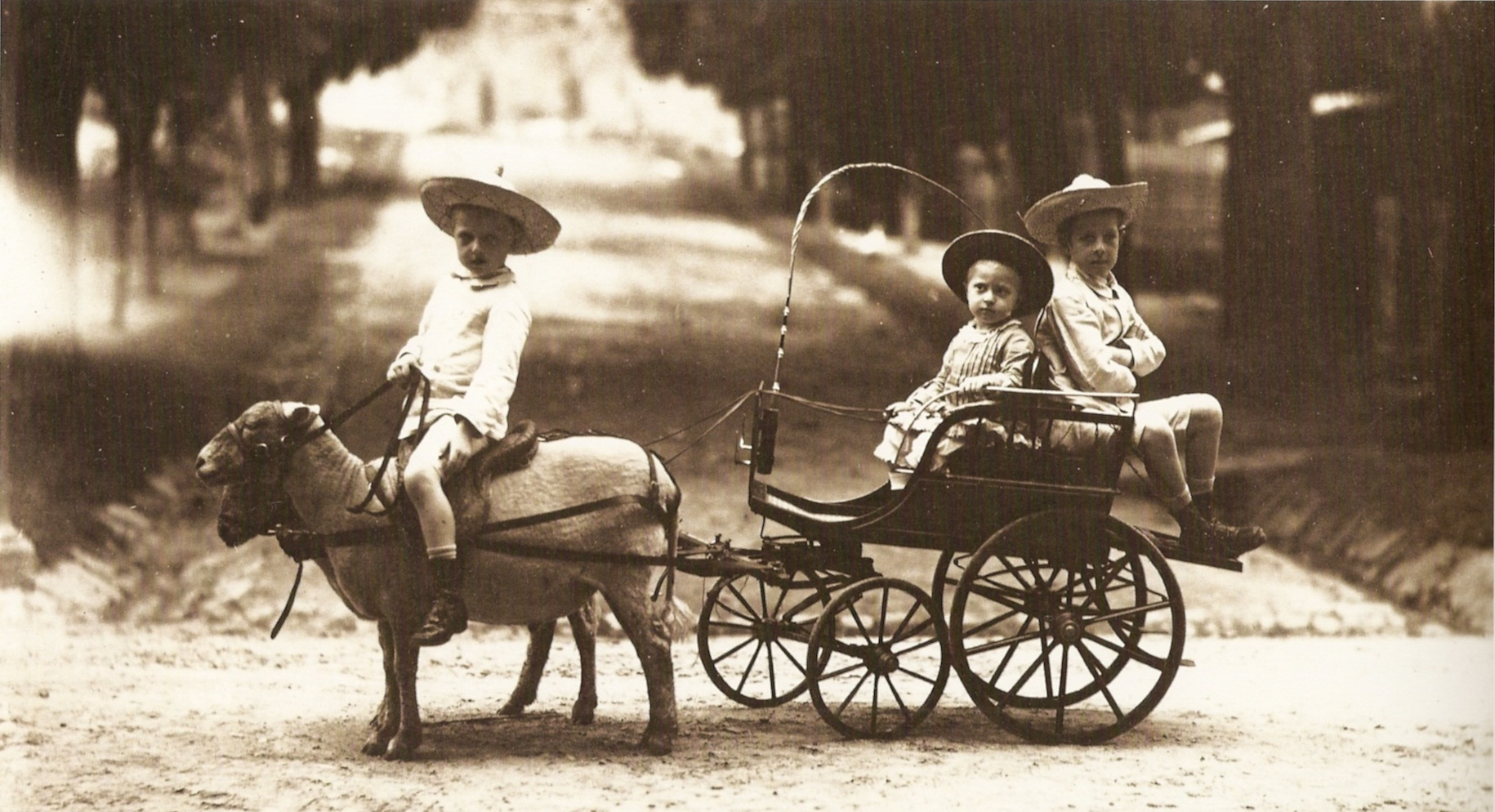
Antônio Gastão brincando com seus dois irmãos mais velhos, o príncipe Pedro de Alcântara, e o príncipe Luís Maria.

Antônio nasceu em Paris, França durante uma viagem que seus pais D. Isabel de Bragança, Princesa Imperial do Brasil, e o príncipe francês, Gastão de Orléans, Conde d'Eu, fizeram em 1881, por motivos de saúde. Seu pai era neto do último rei da França, Luís Filipe I, e sua mãe era a filha mais velha e herdeira do imperador Pedro II do Brasil. Foi batizado em 27 de agosto de 1881. Seu nome completo era "Antônio Gastão Luís Filipe Francisco de Assis Maria Miguel Rafael Gabriel Gonzaga"; sua família o chamava afetuosamente de "Totó".
O príncipe e seus pais voltaram rapidamente ao Brasil e Antônio passou os primeiros anos de sua vida na região de Petrópolis, com seu avô, o imperador D. Pedro II, e o restante da família imperial.

Na companhia de seus dois irmãos mais velhos, o príncipe Pedro de Alcântara, e do príncipe Luís, o príncipe Antônio recebe uma educação cuidadosa, ministrada por uma multidão de preceptores escolhidos pelo imperador e supervisionados pelo Barão Ramiz Galvão.

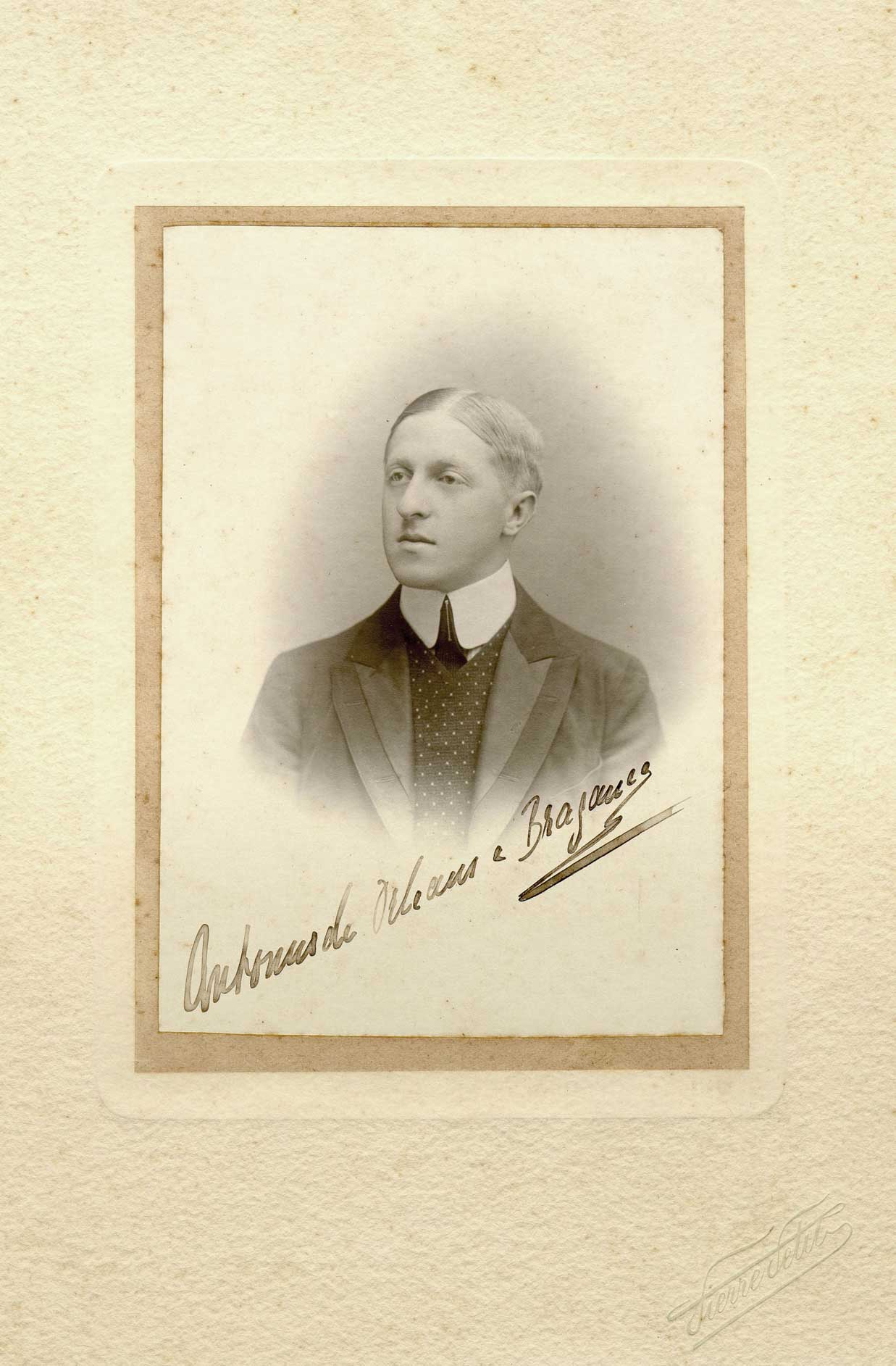
Antônio na juventude.

Depois que seu avô foi deposto em um golpe militar em 15 de novembro de 1889, o Príncipe Antônio, então com 8 anos, deve, portanto, deixar o seu país e seguir a sua família no exílio, primeiro em Portugal, depois na Normandia. É nesta região, e mais particularmente no Castelo d'Eu, comprado pelo pai ao Conde de Paris, que o príncipe passa a maior parte da vida.

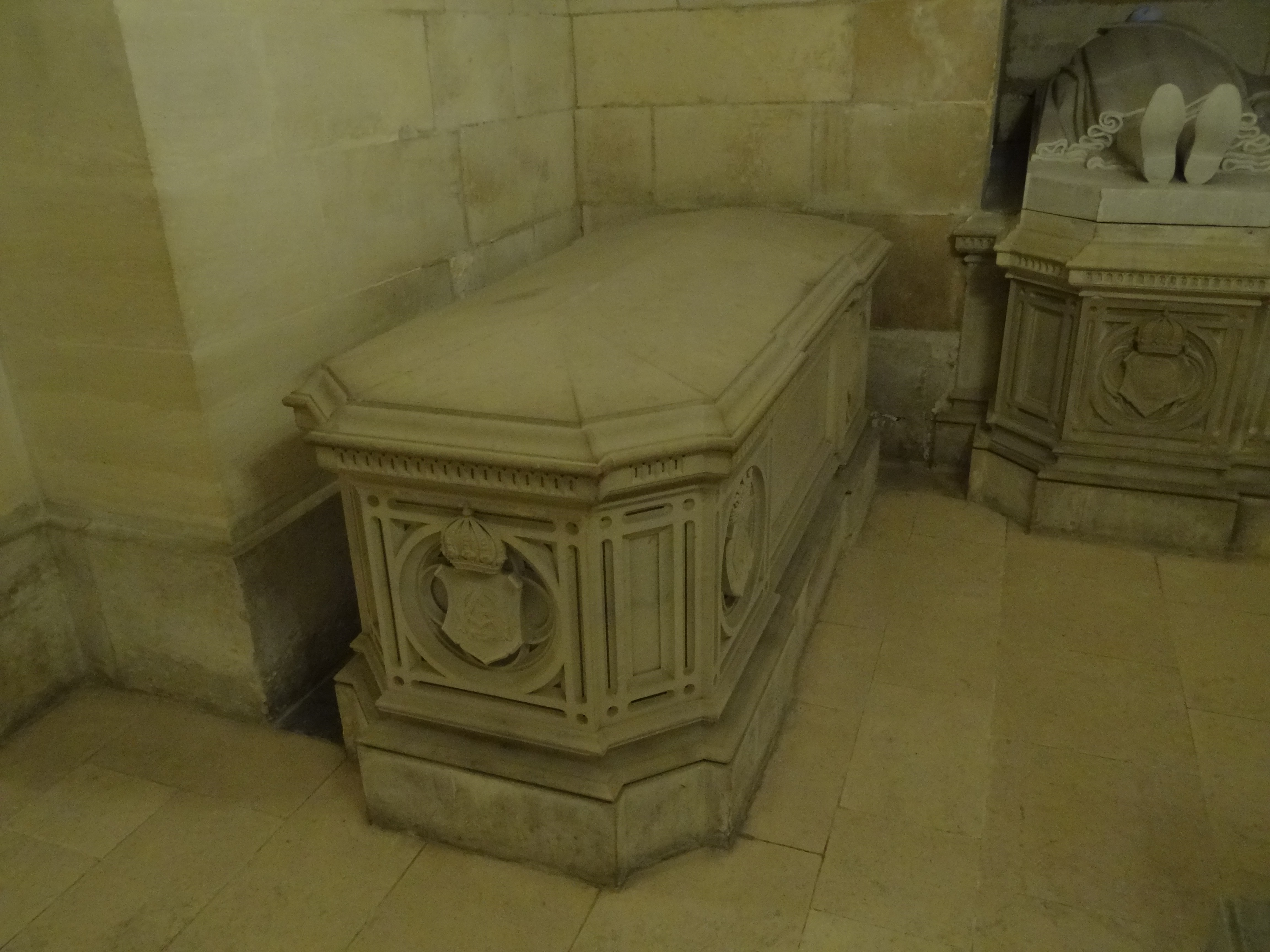
Túmulo do príncipe Antônio Gastão no Mausoléu dos Orléans, na França.

Ele continuou seus estudos na Academia Militar Teresiana em Wiener Neustadt, Áustria. Seu pai, o Conde d'Eu, preferia vê-lo alistado no Exército francês, mas ele foi impedido de ingressar por uma lei que proibia os membros da família real francesa deposta de servir no exército. Depois de se formar, ele serviu como tenente nos hussardos do exército austro-húngaro entre 1908 e 1914, como seus dois irmãos, serviu ao imperador Francisco José I em várias ocasiões.
Em 1914, porém, o príncipe Antônio deixou o exército austro-húngaro porque se recusou a lutar contra a França, que considerava seu segundo país. Como seu irmão Luís, o príncipe Antônio solicitou permissão ao rei Jorge V do Reino Unido para ingressar em seu exército, o que foi autorizado a fazê-lo. Ele se alistou na Marinha Real, onde serviu como piloto de avião.
É também ao comando de um avião que o príncipe morre. No entanto, o príncipe conseguiu passar a Primeira Guerra Mundial sem se ferir. Infelizmente, ocorreu um acidente enquanto ele realizava manobras de exercícios perto de Londres, apenas três dias após o Armistício. Finalmente morreu devido aos ferimentos, alguns dias depois e foi enterrado na Capela Real de Dreux, na França.

## Títulos e honrarias

### Títulos e estilos
- 9 de agosto de 1881 — 26 de abril de 1909: Sua Alteza, o Príncipe Antônio Gastão do Brasil
- 26 de abril de 1909 — 29 de novembro de 1918: Sua Alteza Real, o Príncipe Antônio Gastão do Brasil, Príncipe de Orléans e Bragança

### Honrarias
Império do Brasil
- Cavaleiro da Grã-Cruz da Ordem Imperial de Pedro I
- Cavaleiro da Grã-Cruz da Ordem Imperial da Rosa
- Cavaleiro da Grã-Cruz da Ordem Imperial do Cruzeiro do Sul

### Honrarias estrangeiras
- Cavaleiro da Grã-Cruz da Ordem de Carlos III (Reino da Espanha)
- Cavaleiro da Ordem da Legião de Honra (República Francesa)
- Medalha Star (Império Britânico)
- Medalha de Guerra Britânica (Império Britânico)
- Medalha da Vitória Inter-Aliada (Reino Unido)
- Cruz Militar (Reino Unido)
- Medalha de rebelião nativa de Natal (África do Sul)
- Cavaleiro da Grã-Cruz da Ordem Nacional do Mérito Civil (Reino da Bulgária)
- Cavaleiro de primeira classe da Ordem do Sol Nascente (Império do Japão)
- Grã-Cruz da Ordem de Cristo (Reino de Portugal)